# Tylophora rhizophoretorum
Tylophora rhizophoretorum är en oleanderväxtart som beskrevs av Rudolf Schlechter. Tylophora rhizophoretorum ingår i släktet Tylophora och familjen oleanderväxter. Inga underarter finns listade i Catalogue of Life.